# Eufrosina (nome)
Eufrosina  è un nome proprio di persona italiano femminile.

## Varianti
- Femminili: Eufrosine[1], Eufrosia[1][3]
- Maschili: Eufrosino[1][3], Eufrosio[1][3]

### Varianti in altre lingue
- Bielorusso: Ефрасіння (Efrasinnja), Еўфрасі́ння (Eŭfrasinnja)
- Catalano: Eufrosina[5]
- Croato: Eufrozina, Efrosinija
- Greco antico: Ευφροσυνη (Euphrosyne)[2][6][7][8]
  - Maschili: Εὐφρόσυνος (Euphrosynos)[7]
- Greco moderno: Ευφροσυνη (Eufrosynī)[4][6]
- Inglese: Euphrosyne[4], Euphrosine[4], Euphrosina[4]
- Latino: Euphrosyne[8], Euphrosyna[2]
- Lituano: Eufrosinė
- Macedone: Фросина (Frosina)[6]
- Polacco: Eufrozyna
- Portoghese: Eufrosina[4]
- Rumeno: Eufrosina[4]
- Russo: Евфросина (Evfrosina), Евфросиния (Evfrosinija), Ефросиния (Efrosinija), Евфросинья (Evfrosin'ja), Ефросинья (Efrosin'ja)
- Serbo: Еуфросина (Eufrosina), Ефросинија (Efrosinija)
- Spagnolo: Eufrosina[4][5], Eufrósine
- Ucraino: Евфросіна (Evfrosina), Єфросинія (Jefrosinija)
- Ungherese: Eufrozina[4][6]
  - Ipocoristici: Fruzsina[4][6]

## Origine e diffusione
Deriva da un antico e ben diffuso nome greco, Εὐφροσύνη (Euphrosyne), che significa letteralmente "gioia", "buonumore", "allegria", "felicità", ma è interpretabile anche come "piena di gioia", "allegra", oppure "che porta gioia". Etimologicamente, il nome è basato sul termine euphron, composto da εὖ (eu, "buono") e φρήν (phren, "mente", "cuore") o φρονεῖν (phronein, "pensare").
In parte, il nome è di matrice classica, in quanto venne è portato da Eufrosine, una delle Cariti della mitologia greca; è però anche di tradizione cristiana, per via di numerose sante così chiamate. In Italia è attestato maggiormente nel Nord, in particolare in Piemonte, nonché in Toscana; la diffusione, comunque, è limitata. Nei paesi dell'Est Europa si è invece diffuso molto grazie al culto di sant'Eufrosina di Polack, e di altre sante ortodosse che le sono seguite; la forma abbreviata ungherese Fruzsina si diffuse, ai tempi dell'Impero austro-ungarico, nei Balcani, ed è ancora usata in Serbia, Macedonia del Nord ed Albania.

## Onomastico

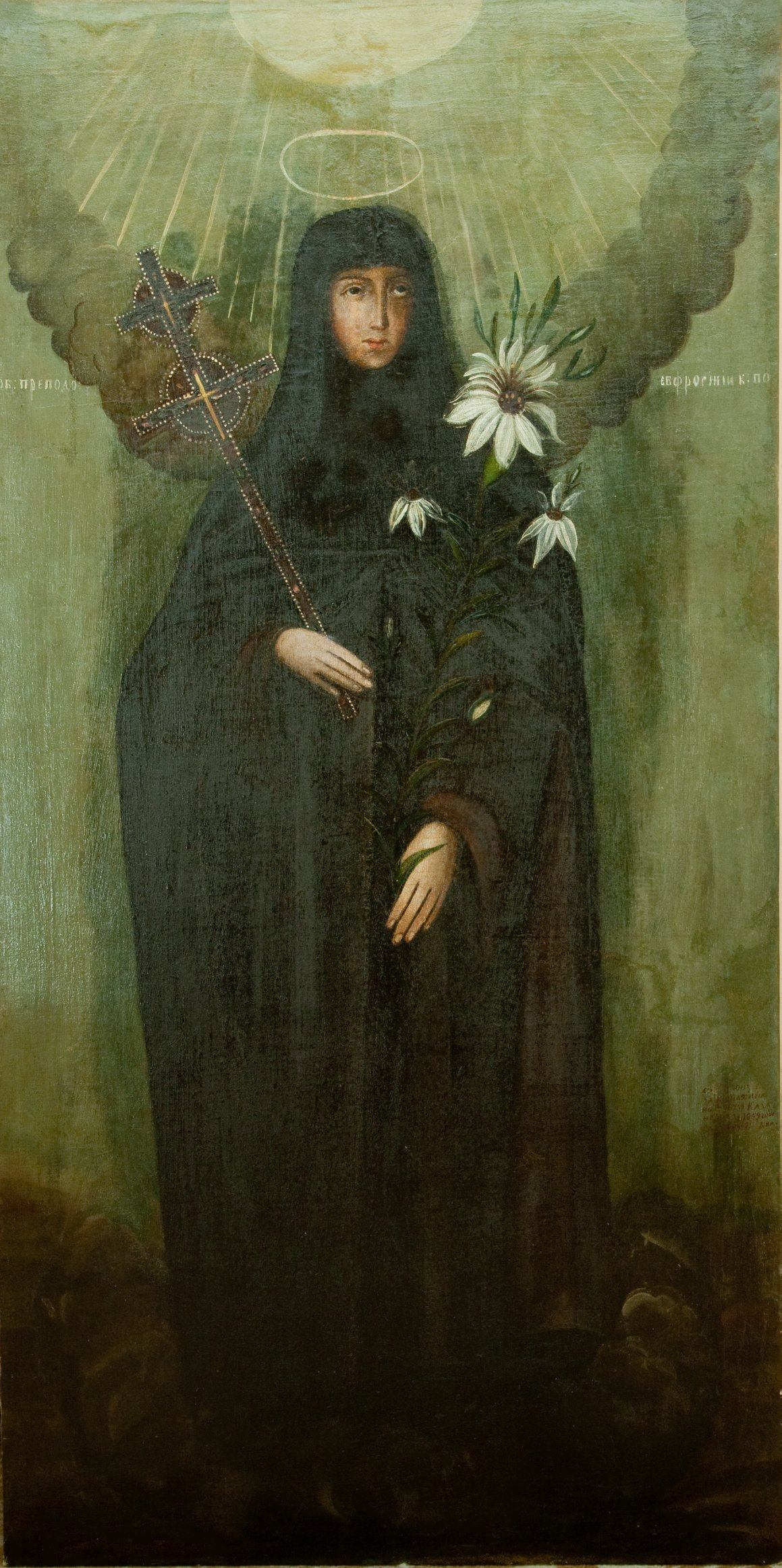
Sant'Eufrosina di Polack

L'onomastico si può festeggiare in memoria di più sante, alle date seguenti:
- 1º gennaio (nonché molte altre date, fra cui l'11 febbraio), sant'Eufrosina, vergine di Alessandria d'Egitto, che visse in un convento maschile travestita da frate[2][10]
- 7 maggio, sant'Eufrosina, vergine, martire a Terracina con le sante Teodora e Flavia Domitilla[11][2][5][12]
- 23 maggio, sant'Eufrosina, figlia del principe di Polack, monaca e reclusa a Polack e pellegrina a Costantinopoli e in Terrasanta[2][10]
- 25 giugno, santa Febronia, nobildonna russa divenuta monaca col nome di Eufrosina, commemorata assieme al marito Pietro[13]
- 3 luglio, sant'Eufrosinia la Stolta, al secolo Eudokia Viazemkaja, monaca e Stolta in Cristo
- 7 luglio, sant'Eufrosina, una delle compagne di sant'Orsola[2]

Per le forme maschili, si può festeggiare invece il 3 novembre in memoria di sant'Eufrosino, vescovo, la cui biografia è però probabilmente del tutto fantasiosa

## Persone
- Eufrosina, imperatrice bizantina
- Eufrosina Ducena Camatera, imperatrice bizantina
- Eufrosina di Polack, badessa bielorussa
- Eufrosina Paleologa, principessa bizantina
- Eufrosina Cruz, politica e attivista messicana

### Varianti femminili
- Eufrosinia la Stolta, monaca russa
- Evfrosinija Kersnovskaja, scrittrice russa
- Euphrosyne Parepa-Rosa, soprano britannico
- Efrosin'ja Mstislavna, regina d'Ungheria
- Eufrosia Siracusa Valdaura, nobildonna italiana
- Eufrosynī Vlachou, cestista greca

### Varianti maschili
- Eufrosino, vescovo
- Eufrosino della Volpaia, inventore e orologiaio italiano

## Il nome nelle arti
- Frosina è un personaggio della commedia di Molière L'avaro.